# Paul Chomedey de Maisonneuve

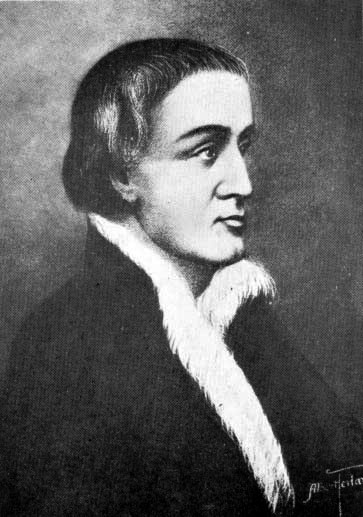
Paul Chomedey de Maisonneuve, Idealporträt, das Pierre-Louis Morin (1811–1886) zugeschrieben wird. Es entstand um 1882.

Paul de Chomedey, sieur de Maisonneuve (* 15. Februar 1612 in Neuville-sur-Vanne, Frankreich; † 19. September 1676 in Paris) war ein französischer Offizier und Adliger. 1642 gründete er die heute in Kanada liegende Stadt Montreal und war bis 1669 deren erster Gouverneur.

## Biografie
Maisonneuve war Sohn einer adeligen Familie aus der Champagne. Im Alter von 13 Jahren schloss er sich der französischen Armee an und durchlief in der Folge eine Offizierslaufbahn. Details aus dieser Zeit sind nur spärlich vorhanden. Jérôme le Royer de la Dauversière, ein Jesuit, gründete 1639 die Société Notre-Dame de Montréal. Das Ziel dieser religiösen Vereinigung war es, im Landesinnern von Neufrankreich eine Missionsstation zu errichten, um die Ureinwohner zu bekehren. Im Rahmen dieses idealistisch-utopischen christlichen Siedlungsprojektes erhielt Maisonneuve den Auftrag, die Kolonisten dorthin zu führen und für ihre Sicherheit zu sorgen.
Im Mai 1641 stachen die Kolonisten, angeführt von Maisonneuve und der Laienschwester Jeanne Mance, von La Rochelle aus in See. Sie erreichten nach drei Monaten Québec, wo sie überwinterten. Im folgenden Frühjahr segelten sie den Sankt-Lorenz-Strom hinauf und landeten am 17. Mai 1642 auf der Île de Montréal. Maisonneuve gründete dort die Siedlung Ville-Marie, aus der sich später die Stadt Montreal entwickelte. Mance wiederum gründete das Hôtel-Dieu de Montréal, das erste Krankenhaus auf kanadischem Boden.
Als Gouverneur unterhielt Maisonneuve friedliche Beziehungen zu den Algonkin. Als 1643 eine Überschwemmung die Siedlung bedrohte, betete er zur Jungfrau, sie möge Ville-Marie verschonen. Aus Dankbarkeit, dass die Flut die Siedlung verschont hatte, errichtete er auf dem Mont Royal ein Kreuz. An dieses Ereignis erinnert das im Jahr 1924 aufgestellte Mont-Royal-Kreuz. Ebenfalls 1643 entdeckten die Irokesen die Siedlung, was umgehend einen Konflikt auslöste. Mehrmals musste Maisonneuve auf seine militärische Erfahrung zurückgreifen, um die Kolonie vor irokesischen Überfällen zu verteidigen. Am 30. März 1644 entging er knapp einem Hinterhalt und konnte sich hinter die Befestigung in Sicherheit bringen.
Nachdem er vom Tod seines Vaters erfahren hatte, kehrte Maisonneuve 1645 nach Frankreich zurück. Das Angebot, Gouverneur von Neufrankreich zu werden, lehnte er ab. Ab 1647 hielt er sich wieder in Montreal auf. Im Frühjahr 1651 wurden die Angriffe der Irokesen derart häufig und gewaltsam, dass das Ende der kleinen Kolonie nahe schien. 1652 segelte Maisonneuve erneut nach Frankreich, um hundert Freiwillige zu rekrutieren. Als sie im Herbst 1653 eintrafen, zählte Montreal nur noch knapp 50 Einwohner. Wäre die Rekrutierung gescheitert, dann hätte Maisonneuve die Kolonie aufgeben und die verbliebenen Siedler nach Québec evakuieren müssen.

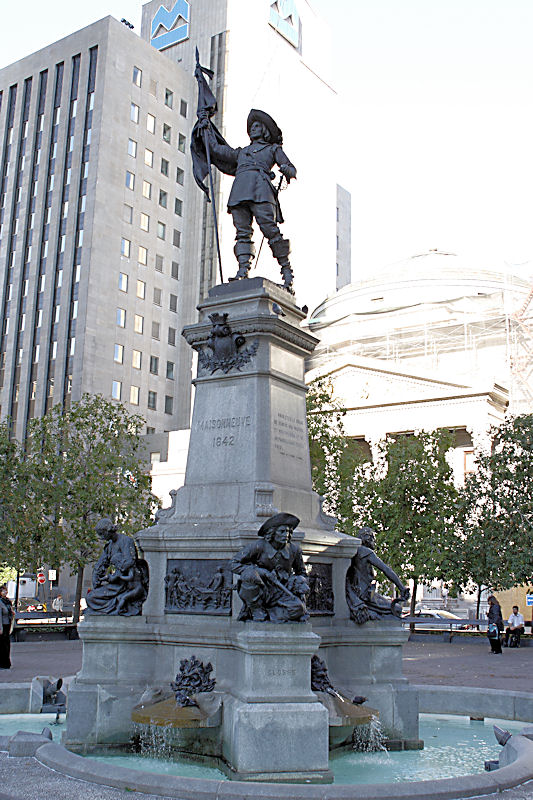
Maisonneuve-Denkmal in Montreal

Über die Jahre wuchs die Kolonie und war schließlich groß genug, um den irokesischen Angriffen widerstehen zu können. Der von König Louis XIV. eingesetzte Souveräne Rat von Neufrankreich entzog im Jahr 1663 der Société Notre-Dame de Montréal die Kontrolle über die Kolonie. Maisonneuve genoss nicht die Unterstützung des neu eingesetzten Generalgouverneurs Augustin de Saffray de Mézy. Im September 1665 erhielt er den Befehl, nach Frankreich zurückzukehren. Die folgenden Jahre lebte er eher unauffällig in Paris.

## Ehrungen
Für sein Wirken zur Gründung von Montréal ehrte die kanadische Regierung, vertreten durch den für das Historic Sites and Monuments Board of Canada zuständigen Minister, am 1. Juni 1985 Paul Chomedey de Maisonneuve und erklärte ihn zu einer „Person von nationaler historischer Bedeutung“.
Zu Ehren von Paul Chomedey de Maisonneuve steht seit 1895 auf dem Place d’Armes im Stadtzentrum von Montreal das Maisonneuve-Denkmal, ein Werk des Bildhauers Louis-Philippe Hébert. Nach ihm benannt sind unter anderem der Boulevard De Maisonneuve, das Collège de Maisonneuve und der Parc Maisonneuve in Montreal sowie das Stadtviertel Chomedey in Laval.